# Euronews
Euronews és un canal de televisió europeu dedicat a les notícies. Es pot rebre, via Televisió per satèl·lit, arreu d'Europa i en el nord d'Àfrica, i, per la televisió per cable, en bona part del món (102 països), especialment a Amèrica del Nord. Euronews també s'emet a través d'alguns canals nacionals a certes hores del dia. A través d'acords de distribució aquest canal paneuropeu es pot veure en més de 120 països. Euronews va ser escollida per la Unió Europea per a tractar temes relatius a les institucions de la mateixa - ha de consagrar almenys una desena part del seu temps d'emissió referent a això - i a Europa en general.
En aquest sentit té una missió de servei públic europeu, i rep una subvenció anual de cinc milions d'euros. El consorci Euronews, fundat el 1992, reuneix dotze cadenes públiques estatals: 
- France Télévisions (França)
- ERT (Grècia)
- CYBC (Xipre)
- ERTV (Egipte)
- RAI (Itàlia)
- RTP (Portugal)
- RTBF (Bèlgica)
- RTVE (Espanya)
- TMC (Mònaco)
- YLE (Finlàndia)

La seva seu és a Lió (França). La idea de crear una cadena europea de notícies va sorgir el 1991, quan la cobertura exclusiva de la primera guerra de l'Iraq per la cadena nord-americana de notícies CNN va posar de manifest l'hegemonia d'aquest país i, per tant, el retard europeu en el domini de la informació televisiva internacional. Altres cadenes es van unir al projecte: CT (República Txeca), ENTV (Algèria), ERTT (Tunis), PBS (Malta), RTÉ (Irlanda), RTVSLO (Eslovènia), Rússia 1 (Rússia), Companyia Nacional de Televisió Ucraïnesa (Ucraïna), SSR-SRG (Suïssa), TVR (Romania) i TV4 AB (Suècia).
La britànica ITN participa en el contingut de les emissions. La SECEMIE és la societat propietària i productora de Euronews, mentre que SOCEMIE, filial de l'anterior, és l'operador.
Les emissions van començar l'1 de gener de 1993. Emet en 12 idiomes, que ha anat incorporant progressivament. Quan va començar les seves emissions ho feia en alemany, anglès, castellà, francès i italià. Més endavant, va incorporar el portuguès (1999), rus (2001), àrab (2008), turc (des de 2010), persa, l'ucraïnès, grec. Es preveu que el 2013 incorpori l'hongarès.

## Informació
Encara que l'idioma es pot canviar, són les mateixes imatges per a tots els europeus. Els seus blocs informatius són de 30 minuts, i consten dels següents apartats: 
- News: són les notícies d'àmbit general.
- Economia: l'actualitat del món dels negocis.
- Sport: notícies esportives.
- Europa: notícies i informació sobre la UE.
- Europeans: reportatges sobre els ciutadans de la UE i països veïns.
- Le Mag: reportatges i notícies sobre moda, tendències...
- Pass: respon a qüestions europees.
- No comment: ensenya imatges però sense comentaris.
- Meteo: informació meteorològica.
- Perspectives: els caps de setmana, ensenya com es comenta una mateixa notícia en diferents països europeus (normalment apareix TVE, RAI i televisions de França i Suïssa).